# Börje Stigwall
Börje S Stigwall, född 22 juli 1923 i Stockholm, död 1995, var en svensk arkitekt.
Stigwall, som var son till kriminalkommissarie Sigfrid Stigwall och Anna Olsson, avlade studentexamen i Bromma 1942, byggnadsingenjörsexamen vid högre tekniska läroverket i Stockholm 1944 och bedrev specialstudier i arkitektur vid Kungliga Tekniska högskolan till 1955. Han var anställd på olika arkitektkontor i Stockholm 1944–1948, på stadsplanekontoret i Södertälje 1948–1956, var stadsarkitekt i Eksjö 1956–1964, bedrev egen arkitektverksamhet i Eksjö från 1964 och var stadsarkitekt i Sävsjö och Kisa (västra Kinda härad). 
Stigwall ritade bland annat i Södertälje: hyresfastigheter, villor och industribyggnader; i Eksjö med omnejd: saneringsbebyggelse, offentliga byggnader, kontors-, industri- och bostadsbyggnader, skolor samt Sankt Lars kapell. Han är i likhet med sin efterträdare Ulf Boardy känd för sina insatser för att bevara den äldre trähusbebyggelsen i Eksjö.